# Ectropis bhurmitra
Ectropis bhurmitra är en fjärilsart som beskrevs av Walker 1860. Ectropis bhurmitra ingår i släktet Ectropis och familjen mätare. Inga underarter finns listade i Catalogue of Life.